# Eva Lips
Eva Lips (rođena Wiegandt, 6. veljače 1906. – 24. lipnja 1988.), njemačka etnologinja.
Dr. filozofije, profesorica etnologije i usporedne sociologije, bila je direktor Julius-Lips instituta za etnologiju i usporednu sociologiju od 1951. do 1969. Nakon povratka iz emigracije u Sjevernoj Americi, zalagala se u prvom redu za stvaranje realne slike o Indijancima, temeljeći se pri tome prije svega na terenskim istraživanjima koja je provodila zajedno sa svojim mužem, Juliusom Lips-om. 
Eva Lips, rođena Wiegandt, rodila se 6.2.1906. kao drugo dijete porodice dr. Ernst Wiegandta. Otac, jedan od najpoznatijih izdavača u Leipzigu, gradu knjiga, glazbe i univerziteta, vodio je izdavačku kuću koju je osnovao još njegov djed u tradiciji građanskog liberalizma. Gosti u kući su redovno bili autori, povremeno umjetnici, a rjeđe i poznati pravnici s univerziteta ili susjednog suda. 
Kao učenica, čitala je rukopise koje je dobivao njen otac, naučila čitati korekture i vježbala se u pisanju vlastitih tekstova. Prvi naslov njenog spisateljskog opusa je "Duša kaktusa", štampana 7.1.1923. u Leipziškom dnevnom listu, biljkama koje je cijeli život njegovala, uzgajala i kupovala. Do duboke starosti kaktusi su u velikom broju ukrašavali njenu kućnu radnu sobu. 
1923. završila je Višu djevojačku školu. Na programu škole bili su njemački i književnost, glazbeni predmeti i moderni jezici, ali i prirodne znanosti sa zoologijom i botanikom. Kasnije je za nju bilo vrlo značajno i znanje francuskog jer je pripadala generaciji kojoj je francuski bio najvažniji strani jezik, bar što se tiče društvenih znanosti i beletristike. 15. rujna 1924. udala se za Juliusa Lipsa koji je završio studij u Leipzigu filozofiju, etnologiju i pravo. 
Par se na kraće vrijeme smjestio u Frankfurtu, gdje su upoznali Lea Frobeniusa. Ubrzo su preselili u Köln, gdje je Julius Lips 1926. dobio posao u Rautenstrauch-Joest-Muzeju, gdje je kod direktora Muzeja Fritza Gräbnera kratko nakon toga i doktorirao. Obrađivao je zbirke, na primjer sisteme zamki prirodnih naroda, organizirao izložbu maski, posredovao znanje o kazalištu i scenskim prikazima u izvaneuropskim kulturama i sastavio opširan materijal o tome, kako bijeli Europljani od 17. stoljeća izgledaju gledani očima "obojenih". Eva Lips - par nije imao djece - postaje suradnica koju su fascinirale neobičnosti stranih kultura. 
1930. Julius Lips postaje direktor Rautenstrauch-Joest muzeja u Kölnu, i imenuju ga izvanrednim profesorom etnologije i sociologije. 
1933. ga otpuštaju. Već tri godine je bio član SPD-a a godinama prije toga aktivan član lijevo orijentiranih studentskih inicijativa. U veljači 1934. odlazi u Francusku. Njegova žena prati politička događanja iz perspektive roditeljske kuće u Leipzigu, i ubrzo odlazi za njim. 
U svibnju iste godine bračni par brodom stiže u New York. Inicijative francuskih prijatelja, vlastiti napori i podrška Franza Boasa doveli su do mjesta predavača na Columbia University i povremenog zapošljavanja na New School of Social Research. Već 1935. oboje idu na terensko istraživanje kod Montagnais-Naskapi na jugu Labradora. Eva Lips prvi put upoznaje jednu sjevernoameričku indijansku kulturu, i od tada ta i druge kulture postaju značajan dio njenog polja rada. 
Prva dokumentacija u obliku 700 dijapozitiva o Naskapima pokazuje njen pristup. Iza toga, nije više nikuda išla bez svoje Leice. Kod Nascapia oboje razvijaju veliku naklonost prema medvjedima, jer "kod njih je svako poglavica, ne kao kod ostalih životinja". Najduže terensko istraživanje 1947. ih je odvelo u Minnesotu, kod Ojibwa Indijanaca, a imalo je najveće posljedice na cijeli njihov daljnji život. 
Potpuno nova sfera joj se otvorila kad Julius Lips 1937. – 1939. preuzima odjeljak za antropologiju na Howard-University, "najvećem crnačkom univerzitetu na svijetu". Julius Lips je u emigraciji napisao popularno-znanstvenu knjigu "The Origin of Things - Der Ursprung der Dinge" (Porijeklo stvari), koja je imala svjetski uspjeh.  Djelo je u 10 godina doživjelo najmanje 10 prijevoda, a njena suradnja na knjizi, između ostalog kao crtača velikog broja upotrebnih predmeta, ostala je u sjećanju. Nadovezujući se na rad u muzeju u Kölnu, ovaj posao je ušao u njen kasniji rad kao predavača. 
U prvim godinama emigracije Julius i Eva Lips dobivaju američko državljanstvo. On sudjeluje u radu emigrantskih organizacija i postaje suosnivač Council for a Democratic Germany. U tom okruženju Eva razvija svoj vlastiti profil. 1938. pojavljuje se "Savage Symphony, A Personal Record of the Third Reich". Englesko izdanje se zove "What Hitler Did to Us". 1942. slijedi "Rebirth in Liberty". Prva knjiga se bavi događanjima u Kölnu i okolici nakon Hitlerovog dolaska na vlast, druga se bavi novim životom u Americi. Ni jedna ni druga knjiga nisu nikada prevedene na njemački. To su opisi sasvim za američke čitaoce u Roosveltovom vremenu i obilježeni su specifičnom problematikom emigrantske literature. Eva Lips je držala i predavanja o Hitlerovom režimu civilnim slušaocima i američkim vojnicima. 
U emigraciji su se upoznali s Heinrichom i Thomasom Mannom. Eva se s njima dopisivala sve do njihove smrti a kasnije je držala predavanja u Leipzigu puna osobnih sjećanja na njih dvojicu.
1948. vraća se s mužem, koji je dobio mjesto predavača etnologije, u Leipzig. Otac joj je za vrijeme rata umro, majka je poginula za vrijeme jednog bombardiranja, a brat je pao na fronti.
1949. Julius Lips je izabran za rektora i u listopadu preuzima dužnost, da bi 21. siječnja 1950. potpuno neočekivano umro.
Eva Lips traži i dobiva podršku vodstva univerziteta za nastavak Juliusovog i svog rada. Po uvidu u njeno dotadašnje školovanje, nadležni fakultet joj odobrava pristup diplomiranju, a radi i u Etnološkom institutu. Eva je diplomirala u ožujku 1951. s radnjom pod imenom "Lutanja i gospodarske aktivnosti Ojibwa Indijanaca", koju objavljuje leipciški univerzitetski znanstveni časopis. U svibnju iste godine imenovana je voditeljem poslova Instituta. Predavala je još prije diplome gospodarstvo i pravo, što je preuzela od Juliusa Lipsa. 
Uskoro postaje potrebno, pored mladih asistenata, u obrazovanje uključiti i dokazane znanstvenike. Tako s nekoliko ciklusa predavanja sudjeluju Hans Damm (Oceanija) i Paul Platen (zemljopis). Hans Grimm je zastupao fizičku antropologiju. Ona je predavala gospodarstvo i pravo; magiju, mitove i religiju "primitivnih" naroda; etnologiju sjevernoameričkih Indijanaca i etnologiju Indijanaca južne Amerike, osim s područja Anda. Kroz više semestara su studenti prikupili iz literature veliki broj pravnih slučajeva sjevernoameričkih Indijanaca i australskih prastanovnika. No, nije nikada došlo do vrednovanja i obrade tih materijala. Uvod u znanost i povijest nauke o narodima, što je predavano dva semestra, sadržavao je puno podataka o povijesti otkrića, a predavano je ponešto i o etnologiji 19. stoljeća. Teorijske postavke i nazori etnologa prvih desetljeća 20. stoljeća nisu predavani niti u naznakama. 
1954. Eva Lips doktorira, 1955. dobiva docenturu i postaje direktorica Instituta. Njen doktorski rad pod nazivom "Žetva riže Ojibwa Indijanaca. Gospodarstvo i pravo jednog naroda koji žanje" objavljen je 1956. Time je podastrla javnosti rezultate terenskih istraživanja iz 1947. koje je Julius Lips namjeravao obraditi i objaviti. Rad je trebao biti prilog teoriji naroda koji žanju, što je Julius Lips smatrao značajnim korakom u razvojnom putu "primitivnih naroda". Razdoblje žetve slijedi nakon razdoblja skupljanja i lova. Sjedilaštvo naroda koji žanje je pretpostavka za uzgoj biljki. Eva Lips se naslanja i precizira formulacije Juliusa Lipsa te ih definira ovako: "Prehrana im se zasniva na sistematičnom prikupljanju ljetine jedne ili nekoliko divljih biljki koje rastu sezonski. Količina raspoloživih namirnica i potreba da ih se sačuva za kasnije korištenje potakla je konzerviranje i vodila ka relativnom sjedilaštvu njihovih korisnika". Kod nje je nova misao o životinjskoj "žetvi", no ta ideja nije dalje razvijana. 
Tri godine nakon doktorata Eva Lips dobiva izvanrednu, a 1960. redovnu profesuru. Početkom 60-ih joj odbijaju dati katedru, a dobiva ju 1966.
Eva Lips postaje nakon diplome poznata gradska osoba. Tome je doprineo i niz predavanja organiziranih u zimskoj polovici godine, na koja je pozivala zanimljive osobe iz zemlje i inozemstva. Dvorana u kojoj su držana predavanja bila je gotovo uvijek prepuna. 
Značajan cilj koji je od početka slijedila je bilo očuvanje i izgradnja Instituta, koji je u međuvremenu nazvan "Julius Lips Institut za etnologiju i usporednu sociologiju", prvenstveno za obrazovanje. To uopće nije bilo jednostavno jer je u međuvremenu novoosnovana takva katedra na Humboldtovom univerzitetu, a u Jeni još nije bilo odlučeno da li će nastaviti s etnologijom. Ona se odlučno usprotivila krajem 50-ih i početkom 60-ih uključivanju Njemačke "Znanosti o narodima" u Julius Lips institut pod zajedničkim nazivom etnologija ili etnografija. To bi značilo zajedničko ili alternirajuće vođenje Instituta od strane profesora Znanosti o narodima. 
S dekolonizacijom i stvaranjem novih država "obojene" etničke manjine dobivaju na kulturnom, socijalnom i političkom značenju. Eva Lips jedva da je pokazala zanimanje za te procese. Prema njenim vlastitim izjavama, od druge polovice 50-ih njena glavna zadaća je bila da ljudima pokaže realniju sliku o Indijancima. Trebalo je promijeniti sliku koju je o njima svojim knjigama stvorio Karl May. Njene knjige o Indijancima, i one koje su se pojavile u drugom izdanju, bile su brzo rasprodane. No stvarni život u američkim indijanskim rezervatima - etnička, socijalna i kulturna problematika - nije bila predmet njenih prikaza. 
Provedba treće reforme visokog školstva početkom 70-ih opet je tražila njen veliki angažman. Suradnjom s Dietrichom Treideom uspjelo joj je sačuvati biblioteku, arhiv diapozitiva i drugih materijala Julius Lipsovog instituta od rasparčavanja. Ti materijali su danas dio fundusa Instituta za etnologiju leipciškog Univerziteta. Svojim djelom o Juliusu Lipsu "Između predavanja i indijanskog šatora" (1965. i 1986.) htjela je, kao što piše u posveti, postići da ga se nikada ne zaboravi. 
Predstavljanje djelovanja Juliusa Lipsa početkom 30-tih od strane Eve Lips obilježeno je pretjeranim veličanjem njegove osobe, a povezano je i s njenim doživljavanjem sebe same. To je ranije, a i u novije vrijeme, izazivalo kritike, no nije utjecalo na njihovo životno djelo. Eva Lips je sahranjena uz svog supruga na Južnom groblju, u "profesorskom kutu". Oba spomenika okružuju dvije medvjeđe glave prikazane u profilu. 

## Vanjske poveznice
- Biografija na stranicama Sveučilišta u Leipzigu[neaktivna poveznica]